# Diego Florentín
Diego Florentín (? – ?), paraguayi válogatott labdarúgó.
A paraguayi válogatott tagjaként részt vett az 1930-as világbajnokságon.

## Külső hivatkozások
- Diego Florentín a FIFA.com honlapján Archiválva 2015. február 4-i dátummal a Wayback Machine-ben